# Dyrzela castanea
Dyrzela castanea là một loài bướm đêm trong họ Noctuidae.